# تاريخ غامبيا
أول سجلات مكتوبة في المنطقة تأتي من التجار العرب في القرنين التاسع والعاشر. في العصور الوسطى، كانت المنطقة تهيمن عليها التجارة عبر الصحراء وحكمتها إمبراطورية مالي. في القرن السادس عشر، أصبحت المنطقة محكومة بإمبراطورية سونغهاي. كان الأوروبيون الأوائل الذين زاروا نهر غامبيا هم البرتغاليون في القرن الخامس عشر، الذين حاولوا الإستقرار على ضفاف النهر، ولكن لم يتم إنشاء مستوطنة كبيرة الحجم. ظل أحفاد المستوطنين البرتغاليين حتى القرن الثامن عشر. في أواخر القرن السادس عشر، حاول التجار الإنجليز بدء تجارة مع غامبيا، وذكروا أنها «نهر من التجارة السرية والثروات التي أخفيها البرتغاليون».
في أوائل القرن السابع عشر، حاول الفرنسيون تسوية غامبيا لكنهم فشلوا. تمت محاولة إجراء المزيد من حملات اللغة الإنجليزية من عام 1618 إلى عام 1621، بما في ذلك في عهد ريتشارد جوبسون، ولكنها أسفرت عن خسائر كبيرة. أرسل تجار كومنولث إنجلترا حملات استكشافية إلى غامبيا في عام 1651، ولكن الأمير روبرت اختطف سفنهم في العام التالي. في عام 1651، أصبحت غامبيا جزء من إمبراطورية كورلاندالوصل لإمبراطورية كورلند أيضًا، حيث أقيمت الحصون والبؤر الاستيطانية في عدة جزر. ظلت مستعمرة كورلاندية هي المهيمنة حتى عام 1659 عندما تم تسليم ممتلكاتهم إلى شركة الهند الغربية الهولندية. في عام 1660، استأنفت كورلاندرز الحيازة، ولكن تم طردها السنة التاليه من قبل المغامرين الملكيين الذين تم تشكيلهم حديثًا في شركة إفريقيا.
في عام 1667، كانت حقوق المغامرين الملكيين في غامبيا من حقوق ملكية مغامرات غامبيا ولكنها عادت لاحقًا إلى شركة الملكية الإفريقية الجديدة. شهد عام 1677 بداية صراع دام قرنًا ونصف العام بين اللغتين الإنجليزية والفرنسية من أجل التفوق على غامبيا والسنغال. تم الإستيلاء على الممتلكات الإنجليزية عدة مرات من قبل الفرنسيين، ولكن في معاهدة أوترخت في عام 1713، تم الاعتراف بالحقوق البريطانية في المنطقة من قبل الفرنسيين. في منتصف القرن الثامن عشر، بدأت الشركة الملكية الأفريقية في مواجهة مشاكل مالية خطيرة، وفي عام 1750، قام البرلمان بتصفية حقوق الشركة في المنطقة. في عام 1766، حصل التاج على الأراض، وشكل جزءًا من مستعمرة سينيجامبيا. في عام 1783، توقفت سينيجامبيا عن وجود مستعمرة بريطانية. بعد توقف سينيجامبيا، تم في الواقع هجر المستعمرة. الأوروبيون وحدهم هم التجار الذين كانوا موجودين في عدد قليل من المستوطنات على ضفاف النهر، مثل بيسانيا. بعد انتهاء حروب نابليون، تم إرسال ألكساندر جرانت لإعادة تأسيس وجود في غامبيا. أسس باثرست واستمرت الممتلكات البريطانية في النمو من خلال سلسلة من المعاهدات. كانت تدار من سيراليون حتى عام 1843 عندما تم إعطاؤها حاكمها، ولكن في عام 1866 اندمجت مرة أخرى مع سيراليون. تم اقتراح التخلي عن غامبيا إلى فرنسا في أواخر القرن التاسع عشر ولكن قوبل باحتجاج كبير في كل من غامبيا وإنجلترا. في عام 1888، استعادت المستعمرة هيكلها الحكومي الخاص، وفي عام 1894، تم تأسيس مستعمرة غامبيا والمحمية بشكل مناسب على غرار الخطوط التي ستستمر في الاحتفاظ بها حتى الاستقلال.
في عام 1901، تم إنشاء المجالس التشريعية والتنفيذية لغامبيا، وكذلك شركة غامبيا التابعة لـ RWAFF. قاتل الجنود الغامبيون في الحرب العالمية الأولى، وفي العشرينات من القرن العشرين، قاد إدوارد فرانسيس سمول عملية التحرر، حيث أسس اتحاد باتهرست التجاري ورابطة دافعي الأسعار. خلال الحرب العالمية الثانية، تم رفع شركة غامبيا إلى فوج، وخاضت قتالًا بارزًا في حملة بورما في السنوات الأخيرة من الحرب. كانت زيارة فرانكلين روزفلت إلى غامبيا في عام 1943 أول زيارة يقوم بها رئيس أمريكي حالي للقارة الأفريقية. في أعقاب الحرب، زادت وتيرة الإصلاح، مع التركيز الاقتصادي على إنتاج الفول السوداني وبرنامج فاشل يسمى خطة غامبيا للدواجن من قبل شركة تطوير المستعمرة. زاد التقدم نحو الحكم الذاتي من وتيرته، وتم تأسيس مجلس النواب في عام 1960.
شغل بيير سار نجي منصب رئيس الوزراء من عام 1961 إلى عام 1962، على الرغم من انتخاب دودا الجوارة بعد انتخابات عام 1962، أصبح رئيسًا للوزراء، وبدأ حزب الشعب التقدمي هيمنة السياسة الغامبية للسنوات الثلاثين القادمة. تم تحقيق الحكم الذاتي الداخلي الكامل في عام 1963، وبعد مفاوضات مكثفة، أعلنت غامبيا استقلالها في عام 1965. حصلت غامبيا على الاستقلال كملكية دستورية ظلت جزءًا من الكومنولث، لكن في عام 1970 أصبحت جمهورية رئاسية. تم انتخاب جوارا كأول رئيس وبقي في هذا المنصب حتى عام 1994. جرت محاولة انقلاب بقيادة كوكوي سانيانغ في عام 1981 لكنها فشلت بعد تدخل السنغال. من 1981 إلى 1989، دخلت غامبيا في اتحاد سينيجامبيا، الذي انهار. في عام 1994، تم الإطاحة بجوارة في انقلاب بقيادة يحيى جامع، الذي حكم كديكتاتور عسكري لمدة عامين عبر الصليب الأحمر الفرنسي. تم انتخابه رئيسًا عام 1996 واستمر في هذا الدور حتى عام 2017. خلال هذا الوقت، سيطر حزب جامه، APRC، على السياسة الغامبية. غادرت غامبيا كومنولث الأمم في عام 2013 وعانت من محاولة انقلاب فاشلة في عام 2014. في انتخابات عام 2016، تم انتخاب أداما بارو رئيسًا، مدعومًا بتحالف من أحزاب المعارضة. رفض جامع التنحي أدى إلى أزمة دستورية وتدخل قوات الإيكواس.

## التاريخ المبكر
من المحتمل أن يكون المستكشف القرطاجي هانو قد أبحر حتى غامبيا في رحلة استكشافية في القرن السادس أو الخامس قبل الميلاد.

### إمبراطوريات مالي وسونغهاي
تأتي أول حسابات مكتوبة يمكن التحقق منها في المنطقة من سجلات التجار العرب في القرنين التاسع والعاشر الميلادي. في العصور الوسطى كانت المنطقة تهيمن عليها التجارة عبر الصحراء. جلبت إمبراطورية مالي، التي اشتهرت بحاكم مانديكا مانسا كانكان موسى، اعترافًا عالميًا في المنطقة بسبب ثروتها الهائلة ومنحها الدراسية وكياستها. منذ أوائل القرن الثالث عشر، كان دستور كوروكان فوجا، قانون مالي، قانونًا للأرض. زار العالم والباحث شمال إفريقيا ابن بطوطة المنطقة في عام 1352 وقال عن سكانها
: يمتلك الزنوج بعض الصفات المثيرة للإعجاب. نادراً ما يكونون ظالمين ولديهم قهر أكبر من الظلم أكثر من أي شعب آخر. هناك أمن كامل في بلادهم. لا يوجد مسافر ولا ساكن فيه يخشى أي شيء من اللصوص أو رجال العنف. 
إمبراطورية سونغهاي، التي سميت باسم شعب سونغهاي الذي تولى ملكه السيطرة الرسمية على الإمبراطورية، جاءت للسيطرة على المنطقة في القرن السادس عشر.

### القرنين الخامس عشر والسادس عشر

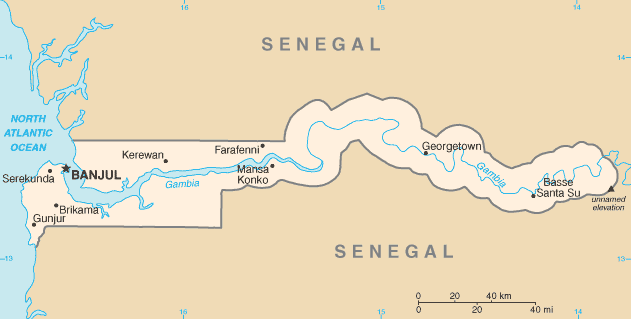
خريطة لغامبيا.

بدأ الاكتشاف الأوروبي لغامبيا في القرن الخامس عشر، دفع نحو الاستكشاف الأمير البرتغالي هنري المستكشف. في عام 1446 ، اتصل الكابتن البرتغالي نونو تريستاو بسكان كيب فيرت، وأبرم معاهدة للتجارة والصداقة معهم. كل عام بعد ذلك، يتم إرسال السفن من البرتغال للتجارة معهم. ومنهم، وصلت المعلومات إلى هنري المستكشف فيما يتعلق بغامبيا، ووفقًا لتقاريرهم، فإن ضفاف النهر أنتجت كميات كبيرة من الذهب. في عام 1455، قام هنري بحث فينيسي يدعى لويس دي كاداموستوعلى أخذ سفينة واحدة في رحلة استكشافية بحثًا عن النهر. في وقت لاحق من نفس العام، أرسل تاجرًا من جنوة يدعى أنتوانتو يوسديماري مع سفينتين في نفس المهمة. انضم الاثنان إلى القوات بالقرب من الرأس الأخضر، ومن خلال الحفاظ على مقربة من الساحل، وجد بسهولة مصب نهر غامبيا.
وصلوا إلى نهر غامبيا في عام 1455 وواصلوا طريقًا قصيرًا في اتجاه النهر. كرروا الرحلة في العام التالي، والمضي قدما في المنبع وإجراء اتصالات مع بعض رؤساء القبائل الأصلية. عندما كانوا بالقرب من مصب النهر، ألقوا مرساة في جزيرة دفن فيها أحد البحارة الذين ماتوا سابقًا بسبب الحمى. كما كان اسمه أندرو، أطلقوا على جزيرة جزيرة سانت أندروز.
وأعقب هذه الحملة محاولات برتغالية لإقامة مستوطنة على ضفاف النهر. لم تصل أي مستوطنة إلى حجم كبير على الإطلاق، وتزاوج العديد من المستوطنين مع السكان الأصليين مع الحفاظ على اللباس والعادات البرتغالية واعترافهم بأنهم مسيحيون. استمرت مجتمعات المنحدرين من أصل برتغالي في غامبيا حتى القرن الثامن عشر، مع وجود الكنائس البرتغالية في سان دومينغو وجريجيا وتانكولار في عام 1730. وكانت المستوطنة البرتغالية الأخرى أعلى النهر في سيتوكو بالقرب من فاتاتيندا. بحلول نهاية القرن السادس عشر، انهارت إمبراطورية سونغهاي، تحت هجوم مستمر من البرتغال. يأتي اسم غامبيا من الكلمة البرتغالية للتجارة، كامبيو.
بعد أن استولى فيليب الثاني على العرش البرتغالي في عام 1580، لجأ عدد من البرتغاليين إلى إنجلترا. قام أحد هؤلاء اللاجئين، وهو فرانسيسكو فيريرا، بقيادة سفينتين إنجليزيتين إلى غامبيا في عام 1587 وعاد مع شحنة مربحة من الجلود والعاج. في عام 1588، باع أنطونيو، بري اوف كارتو، الذي كان لديه مطالبة بعرش البرتغال، إلى لندن وتجار ديفون الحق الحصري في التجارة بين نهري السنغال وغامبيا. تم تأكيد هذه المنحة على المستفيدين لمدة عشر سنوات من خلال خطابات براءة الملكة إليزابيث الأولى. أرسل التجار العديد من السفن إلى الساحل، ولكن بسبب العداء البرتغالي، لم يغامروا جنوبًا أكثر من جول: 30 ميلًا إلى الشمال من مصب النهر. وذكروا أن غامبيا كانت «نهر التجارة السرية والثروات أخفى من قبل البرتغاليين.»

## القرن السابع عشر

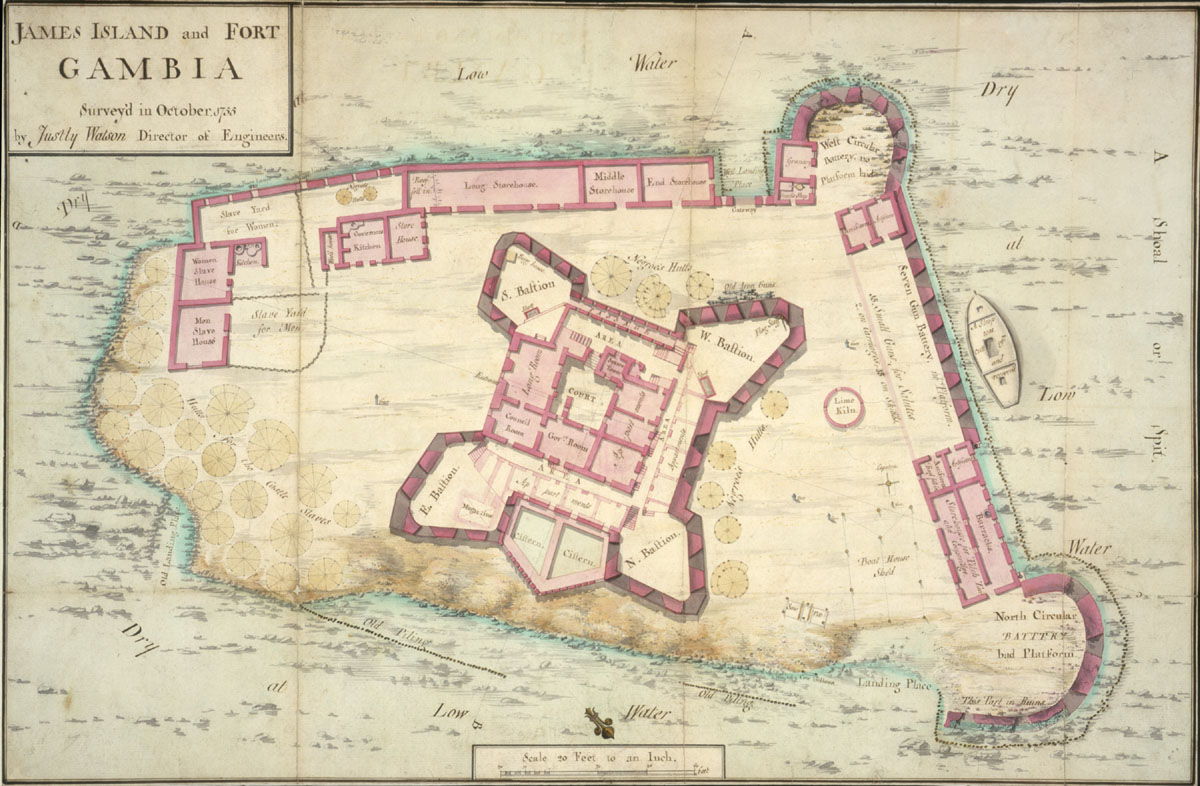
خريطة جزيرة جيمس وحصن غامبيا.

### الإستكشافات الإنجليزيه
في عام 1612، انتهت محاولة الفرنسيين للإستقرار في غامبيا بشكل كارثي بسبب انتشار المرض بين المستوطنين. بعد ذلك، مُنحت رسائل براءة اختراع تمنح حق التجارة الحصرية مع نهر غامبيا مرة أخرى في عام 1598 و1618 و1632 للمغامرين الإنجليز الآخرين، ولكن لم يبذل الإنجليز أية محاولات لإستكشافها حتى عام 1618. قام جورج طومسون بقيادة بعثة في تلك السنة. وكان هدفها هو فتح التجارة مع تمبكتو. ترك سفنه في غسان، وشرع طومسون مع حزب صغير في قوارب بقدر نهر نيركو. أثناء غيابه، ذبح البرتغاليون طاقم سفينته. ومع ذلك، تمكن بعض حزبه عند عودتهم من الوصول برا إلى الرأس الأخضر ثم إلى إنجلترا. ظل طومسون في غامبيا مع سبعة من رفاقه، لكنه قُتل على يد أحدهم في نزاع مفاجئ.
في هذه الأثناء، غادرت بعثة إنقاذ من إنجلترا تحت قيادة ريتشارد جوبسون، الذي استولى على بعض السفن البرتغالية انتقاما للمذبحة في غسان. شق جوبسون طريقه إلى نيريكو وقدم بعد ذلك وصفًا إيجابيًا جدًا للفرص التجارية لنهر غامبيا خلال رحلته، رفض جوبسون الرقيق الذي عرضه تاجر أفريقي، بوكور سانو. وقال «لقد كنا أشخاصًا لم نتعامل في مثل هذه السلع، ولم نشتري أو نبيع بعضنا البعض، أو أي شخص له أشكالنا الخاصة.» لاحظت احتجاجاته بأنها «استثنائية» من قِبل هيو توماس. ومع ذلك، فقد أسفرت كل من رحلته وتومبسون في خسائر كبيرة ورحلة لاحقة التي قام بها في 1624 أثبتت فشل تام. بعد خسارة قدرها 5000 جنيه إسترليني، لم يقم أصحاب براءات الاختراع بمحاولات أخرى لإستغلال موارد غامبيا ولكن حصروا انتباههم في جولد كوست.
في عام 1651، منح كومنولث إنجلترا براءة اختراع لبعض تجار لندن الذين أرسلوا في ذلك العام والعام التالي حملتين إلى نهر غامبيا وأنشأوا مركزًا تجاريًا في بينتانج. بدأ أعضاء البعثة حتى شلالات باراكوندا بحثًا عن الذهب، لكن المناخ كان له أثره. في عام 1652، دخل الأمير روبرت من نهر الراين إلى غامبيا بثلاث سفن ملكية واستولت على سفن براءات الاختراع. بعد هذه الخسارة الفادحة، تخلوا عن أي مؤسسة أخرى في غامبيا.

### استصلاح اللغة الإنجليزية
خلال هذا، حصل يعقوب كيتلر، دوق كورلاند، في عام 1651، من عدد من زعماء القبائل الأصلية، على التنازل عن جزيرة سانت أندروز والأرض في بانيون بوينت (المعروف أيضًا باسم هاف هاف) و Juffure و Gassan. تم إرسال المستوطنين والتجار والمبشرين من كورلاند وتم نصب الحصون في جزيرة سانت أندروز وفي بانيون بوينت. كانت هذه جزءًا من فترة في تاريخ كورلاندر المعروفة باسم الإستعمار الكوروني، والتي شهدت أيضًا استعمار توباغو. اعتقد كورلاندرز أن حيازة هذه الأراضي سيمنحهم السيطرة على النهر وتمكنهم من فرض رسوم على جميع الذين استخدموا مجرى المياه. أقاموا حصنًا مبنيًا من الحجر الرملي المحلي، وعين قسًا لوثريًا، ووضعوا المدافع في الجزيرة لقيادة كلتا القناتين في الشمال والجنوب. كانت الخطة هي بيع العبيد للمستعمرة في توباغو، لكن هذا لم ينجح. في عام 1658، أصبح كيتلر سجينًا على يد السويديين أثناء الحرب بين السويد وبولندا. ونتيجة لذلك، لم تعد الأموال متوفرة للحفاظ على الحاميات والمستوطنات في غامبيا، وفي عام 1659، أبرم وكيل دوق كورلاند في أمستردام اتفاقية مع شركة غرب الهند الهولندية حيث تم تسليم ممتلكات الدوق في غامبيا إلى الشركة.
في عام 1660، تم الإستيلاء على الحصن في جزيرة سانت أندروز ونهبه من قبل جندي فرنسي في الخدمة السويدية. بعد ذلك تخلى الهولنديون عن الحصن واستأنف كورلاندرز حيازته. بعد استعادة الملكية الإنجليزية في عام 1660، تم إحياء الاهتمام باللغة الإنجليزية في غامبيا بسبب وجود منجم ذهب في الروافد العليا من النهر. تم منح براءة اختراع جديدة لعدد من الأشخاص الذين تم تصنيفهم على أنهم «المغامرون الملكيون في أفريقيا». وكان أبرزهم جيمس ودوق يورك والأمير روبرت. في نهاية العام، أرسل المغامرين رحلة استكشافية إلى غامبيا تحت قيادة روبرت هولمز، الذي كان مع الأمير روبرت في غامبيا في عام 1652.
وصل هولمز إلى مصب النهر في بداية عام 1661. وشرع في احتلال جزيرة دوج، التي أطلق عليها اسم جزيرة تشارلز، وإنشاء حصن مؤقت هناك. في 18 مارس 1661، أبحر إلى جزيرة سانت أندروز ودعا ضابط كورلاندر المسؤول إلى الإستسلام، وهدد بقصف الحصن إذا تم تجاهل طلبه. لم يكن هناك سوى سبعة أوروبيين في الحامية، ولم يكن أمام كورلاندر بديل سوى الخضوع. في اليوم التالي، استحوذ هولمز على الحصن، الذي أعيد تسميته باسم جيمس فورت بعد دوق يورك. جرت محاولة في عام 1662 بواسطة شركة ويست إنديا الهولندية للإستحواذ على القلعة. أولاً، حاولوا تحريض أهالي بارا على اللغة الإنجليزية، وثانياً عرضوا رشوة على بعض الضباط الإنجليز، وأخيراً، حاولوا قصف الحصن. لم تنجح أي من هذه الجهود وظل الإنجليزيون تحت السيطرة.

### تحكم التجار
وفي الوقت نفسه، قدم دوق كورلاند احتجاجا على الإستيلاء على ممتلكاته في وقت السلم. في 17 نوفمبر 1664، بعد مفاوضات حول مستقبل الأراضي، تخلى عن تشارلز الثاني جميع المطالبات بممتلكاته الأفريقية، وفي المقابل حصل على جزيرة توباغو والحق لنفسه في التجارة الشخصية في نهر غامبيا. في عام 1667، قام المغامرون الملكيون بملكية حقوقهم بين Capes Blanco و Palmas إلى مجموعة أخرى من المغامرين، الذين أصبحوا يعرفون باسم مغامرو غامبيا. كان عليهم أن يستغلوا أنهار غامبيا وسيراليون وشيربرو. وكانت هذه المجموعة من المغامرين تتمتع بهذه الحقوق لمدة عام واحد فقط، وعند انتهاء عقد الإيجار، عادوا إلى الشركة الملكية الأفريقية، التي اشترت الحقوق والممتلكات. من المغامرين الملكيين قبل ست سنوات.
في عام 1677، انتزع الفرنسيون جزيرة غوريه من الهولنديين. بدأ هذا قرن ونصف من الصراع بين إنجلترا وفرنسا من أجل التفوق السياسي والتجاري في مناطق السنغال وغامبيا. بحلول عام 1681، استحوذ الفرنسيون على جيب صغير في ألبريدا مقابل جزيرة جيمس. باستثناء الفترة القصيرة، التي أجبرت خلالها المتاعب مع أهالي بارا أو القتال مع إنجلترا على التخلي عن المكان مؤقتًا، احتفظوا بموطئ قدم هناك حتى عام 1857.

## القرن الثامن عشر

### الشركة الإفريقية للإضطراب والازدهار
في الحروب مع فرنسا التي أعقبت الثورة المجيدة، استولى الفرنسيون على جيمس فورت في أربع مناسبات، في أعوام 1695 و1702 و1704 و1708. ومع ذلك، لم تبذل فرنسا أي محاولة لاحتلال الحصن بشكل دائم. في معاهدة أوترخت عام 1713، اعترف الفرنسيون بحق الإنجليز في جزيرة جيمس ومستوطناتهم على نهر غامبيا. كانت إحدى نتائج هذه الحروب اندلاع القرصنة على طول ساحل غرب أفريقيا. عانت التجارة الإنجليزية في غامبيا بشدة من جهود القراصنة. في عام 1719، استولى أحد القراصنة، هويل ديفيز، على جيمس فورت. في عام 1721، تمرد جزء من حامية الحصن تحت قيادة الكابتن جون ماسي، والإستيلاء على واحدة من سفن الشركة وتحول القراصنة. أخيرًا، في عام 1725، تعرض جيمس فورت لأضرار بالغة بسبب انفجار عرضي للبارود.
في أعقاب هذه الحوادث، تمتعت شركة رويال أفريكان بعشرين عامًا من الرخاء النسبي. تم إنشاء المصانع على طول النهر مثل Fattatenda وفي أماكن أخرى وتم إجراء تجارة كبيرة إلى حد ما مع المناطق الداخلية من إفريقيا. ومع ذلك، على الرغم من الدعم السنوي المقدم من الحكومة البريطانية للحفاظ على حصونهم، أصبحت الشركة الملكية الأفريقية ضالعة في صعوبات مالية خطيرة. في عام 1749، تم العثور على جزيرة جيمس لتكون «في حالة بائسة». في العام التالي، ذُكر أن الحامية في جيمس فورت قد تقلصت بسبب المرض من حوالي 30 رجلاً إلى ما بين خمسة وثمانية، وأنه مع موت جميع الضباط، نجح جندي عادي في القيادة.
وبحلول عام 1750، أصبح الموقف حرجًا وتم إصدار قانون برلماني يقضي على الشركة الملكية الأفريقية لميثاقها وتصفية حصونها ومستوطناتها في شركة جديدة، تسيطر عليها لجنة من التجار. يحظر القانون على الشركة الجديدة أن تتداول بصفتها التجارية ولكنه يسمح لها بتقديم إعانة سنوية لصيانة الحصون. كان من المأمول أن يمنع ذلك الميول الاحتكارية للحكم من قبل شركة مساهمة وفي نفس الوقت لإنقاذ الحكومة المصاريف المترتبة على إنشاء الخدمة المدنية الاستعمارية.

### مستعمرة سينيجامبيا
في عام 1766، تم الاستيلاء على الحصن والمستوطنات من هذه الشركة الجديدة بموجب قانون برلماني آخر وتم تسليمه إلى التاج. طوال 18 عامًا، شكلت غامبيا جزءًا من مستعمرة سينيجامبيا. كان مقر الحكومة في سانت لويس عند مصب نهر السنغال، وتم تعيين ملازم أول لتولي مسؤولية قلعة جيمس والمستوطنات في غامبيا. في عام 1779، استولى الفرنسيون على جيمس فورت للمرة الخامسة والأخيرة. في هذه المناسبة، قاموا بهدم التحصينات بنجاح بحيث تبين أنه من المستحيل إعادة بنائها في نهاية الحرب. إلى جانب فترة وجيزة بعد حروب نابليون، عندما احتلت الجزيرة مؤقتًا من قبل حفنة من الجنود كموقع استيطاني، توقف جيمس آيلاند عن لعب أي دور في تاريخ غامبيا. في عام 1780، أسر الجندي الفرنسي السنغال أربع سفن كانت جزءًا من الحامية البريطانية في جوري المرسلة إلى خليج بينتانج تحت قيادة الرائد هوتون للحصول على مواد البناء. السنغال، بدورها، تم الإستيلاء عليها من قبل اتش ام اس زيفير بعد اشتباك قبالة بارا بوينت. في عام 1783، تم تسليم سانت لويس وجوري إلى فرنسا وتوقفت سينيجامبيا عن كونها مستعمرة بريطانية.

### التخلي
تم تسليمها مرة أخرى إلى شركة رويال أفريكان. ومع ذلك، فإنها لم تبذل أي محاولة لإدارة غامبيا. في عام 1785، استحوذت الحكومة البريطانية على جزيرة ليمان بهدف إنشاء تسوية مدانة، ولكن لم يأت أي شيء على هذه الخطة. خلال الثلاثين عامًا التالية، كان النفوذ البريطاني في غامبيا محصوراً في عمليات عدد صغير من التجار. تم إنشاء المستوطنات من قبل هؤلاء التجار على ضفاف النهر. من بين هذه المستوطنات، ربما كان أهمها بيسانيا. هذه المستوطنة، التي كانت قيد التشغيل بالفعل بحلول عام 1779، احتلها الدكتور جون لايدلي وعائلة باسم آينسلي. في وقت لاح، قدم لايدلي وأينسليز مساعدة لا تقدر بثمن إلى الرائد دانييل هوتون في 1790، ومونجو بارك في 1795 و1805، والرائد ويليام جراي في عام 1818، أثناء رحلاتهم إلى المناطق الداخلية من أفريقيا.

## القرن التاسع عشر

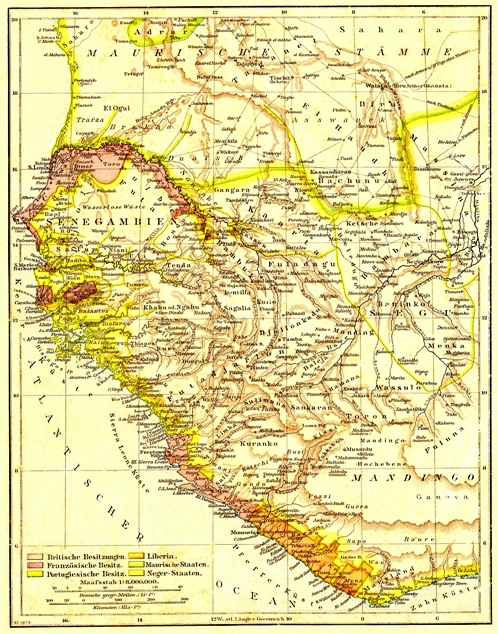
خريطة سينسجامبيا، 1881.

### أوائل القرن التاسع عشر
في بداية القرن التاسع عشر، حددت مونتغمري أن معظم المستوطنات على نهر غامبيا كانت بريطانية. ومع ذلك، في الشمال، كان هناك العديد من الممالك الأصلية، بما في ذلك بارا وبور سالوم وياني ووولي. في ذلك الوقت، كان عدد سكان بارا هو 200,000 وعاصمتها بارا إندنج، على الرغم من أن المكان الرئيسي للتجارة كان Jillifrey. كان عدد سكان بور سلوم 300000 نسمة، وكانت المملكتان الأصغرتان في ياني ووولي في الشمال منها. كان شعب الماندينكا هم سكان كل الممالك الأربع، التي أجرت جميعها تجارة كبيرة مع المناطق الداخلية في إفريقيا. قال مونتغومري إنه لا توجد مملكة كبيرة جنوب غامبيا.
في عام 1807، تم إلغاء تجارة الرقيق الأفريقية بموجب قانون برلماني. في ذلك الوقت، كان البريطانيون يسيطرون على جوري. بمساعدة القوات البحرية الملكية، بذلت حامية جوري جهودًا لقمع تجار الرقيق الذين يعملون في نهر غامبيا، والذين كانوا في الأساس من الأمريكيين والإسبان. في أكثر من مناسبة، عرض العبيد مقاومة عنيدة وتعرض الفيلق الملكي الأفريقي للعديد من الضحايا.

### الإستعمار البريطاني
في أعقاب معاهدة باريس في عام 1814، التي أنهت الحرب مع الفرنسيين والقوات البريطانية والمسؤولين في جزيرة غوري تم إجلاؤهم. تم إرسال الكابتن ألكساندر جرانت مع مفرزة من جنود فيلق رويال أفريكان لإستكشاف إمكانية إعادة بناء فورت جيمس في جزيرة جيمس لكنه قرر أن يتم توفير مساحة أكبر من جزيرة سانت ماري. أبرم غرانت معاهدة مع ملك كومبو في 23 أبريل 1816 تنازلت عن الجزيرة للمملكة المتحدة. كما أسس مدينة باتهورست في جزيرة سانت ماري. في عام 1821، تم حل شركة رويال افريكان بموجب قانون برلماني، ووضعت غامبيا تحت ولاية حاكم سيراليون. استمرت في إدارتها من سيراليون حتى عام 1843 عندما أصبحت مستعمرة منفصلة. في عام 1866، اتحدت غامبيا وسيراليون مرة أخرى تحت نفس الإدارة.

علم مستعمره غامبيا البرطانيه.

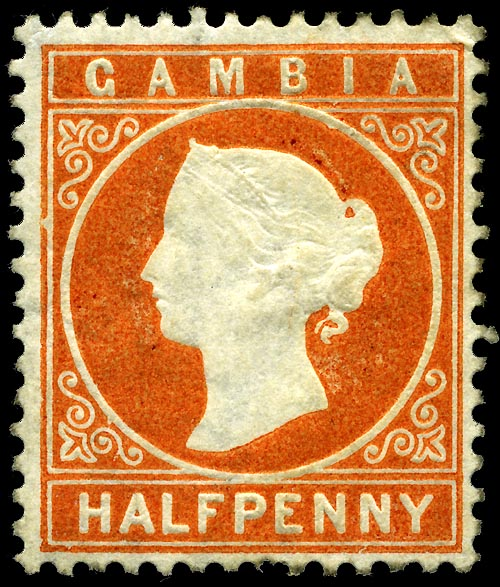
ختم غامبيا عام 1880.

استمرت الحكومة البريطانية في تمديد عمليات الإستحواذ على أراضيها خارج جزيرة سانت ماري من خلال إبرام معاهدات مع عدد من الزعماء الأصليين. تم التنازل عن جزيرة ليمان، على بعد 160 ميلاً من النهر، إلى المملكة المتحدة في عام 1823 من قبل الملك كولي وتم تسميتها باسم جزيرة MacCarthy. تأسست جورج تاون على الجزيرة باعتبارها ثكنة عسكرية وتسوية للعبيد المحررين. في عام 1826، تم التخلي عن Ceded Mile، وهو شريط يبلغ طوله ميل واحد على الضفة الشمالية لنهر غامبيا، من قبل ملك بارا. تم التخلي عن فتاتيندا والمنطقة المحيطة بها في عام 1829.في عامي 1840 و1853، تم الحصول على مناطق كبيرة من البر الرئيسي المتاخمة لجزيرة سانت ماري من ملك كومبو لتوطين الجنود المفصولين من أفواج الهند الغربية والأفارقة المحررين. تم الحصول على دورات لأراضي أخرى في المنبع في تواريخ مختلفة، بما في ذلك البريدا، الجيب الفرنسي، الذي تم الحصول عليه في عام 1857.

### التوحيد كمستعمره
في خمسينيات القرن التاسع عشر، بدأت المستعمرة الفرنسية في السنغال تحت قيادة لويس فيدرب، توسعًا قويًا حتى غمرت غامبيا فعليًا. تولت المستعمرة أهمية بالنسبة للفرنسيين كطريق تجاري محتمل، وتم طرح التنازل المقترح عن غامبيا في جزء آخر من غرب إفريقيا لأول مرة في عام 1861. وقد نوقشت مرة أخرى بجدية خلال عامي 1865 و1866. في عامي 1870 و1876، دخلت المفاوضات بين الحكومة الفرنسية والبريطانية بشأن التنازل المقترح عن غامبيا في مقابل مناطق أخرى في غرب إفريقيا.
ومع ذلك، أثار الاقتراح مثل هذه المعارضة في البرلمان وبين مختلف الهيئات التجارية في إنجلترا، وكذلك بين السكان الأصليين في غامبيا، والتي كانت الحكومة البريطانية غير قادرة على المضي قدما في هذا المخطط. تم إحياء لوبي غامبيا «القوي بشكل ملحوظ» كلما تم طرح موضوع التنازل المقترح، ورأى بنجاح أن البريطانيين لا يمكنهم التنازل عن أي أرض. في عام 1888، انفصلت غامبيا مرة أخرى عن سيراليون ومنذ ذلك التاريخ وحتى استقلالها كانت بمثابة مستعمرة منفصلة. في عام 1889، تم التوصل إلى اتفاق بين الحكومتين الفرنسية والبريطانية لتحديد حدود غامبيا والسنغال وكازامانس.

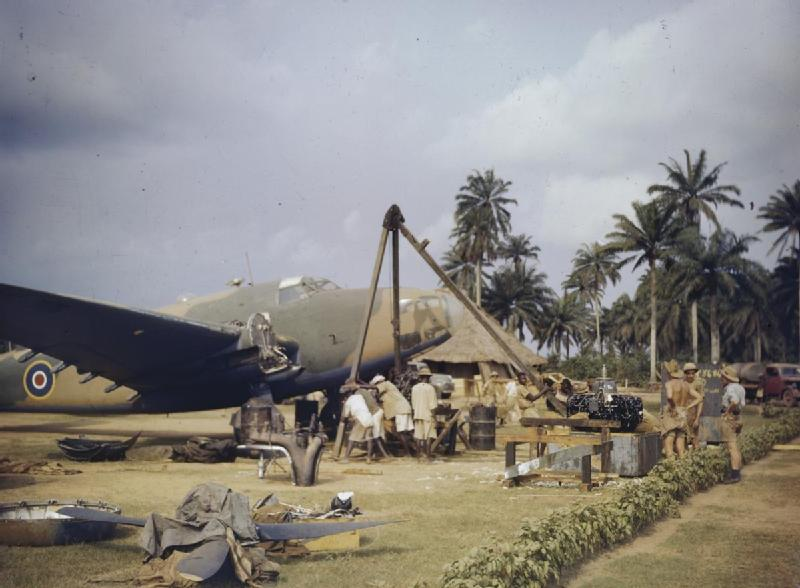
يقوم الميكانيكيون في سلاح الجو الملكي بمساعدة من مساعدين محليين بتغير محرك طائرة لوكهيد هدسون في قاعدة غرب إفرقيا.

خلال هذا الوقت، على الرغم من عدد من الحروب الصغيرة مع السكان الأصليين، تمكنت الحكومة الغامبية من إبرام سلسلة من المعاهدات مع الرؤساء الذين يعيشون على ضفاف النهر. بعض هذه تشمل وقف مساحات صغيرة من الأراضي، ولكن معظم تمنح الحماية البريطانية. وقد اختتم آخر وأهم هذه الأمور في عام 1901 مع موسى مولوه، القائد الأعلى لفولادو. في عام 1894، صدر مرسوم لتحسين إدارة هذه المقاطعات التي لم يتم التنازل عنها ولكن تم وضعها فقط تحت حماية الحكومة البريطانية. تقرر أنه لم يكن من الممكن إدارة هذه الأماكن من مقر الحكومة في باتهرست، لذلك في عام 1895 والسنوات التالية، صدرت مراسيم لجعل هذه الأماكن تحت سيطرة المحمية. أخيرًا، جاء مرسوم الحماية الذي تم إقراره عام 1902 بإحضار كامل غامبيا إلى جانب جزيرة سانت ماري بموجب نظام الحماية.

## القرن العشرون

### السنوات الأولي
استقبلت غامبيا مجالسها التنفيذية والتشريعية في عام 1901 وتقدمت تدريجياً نحو الحكم الذاتي. وفي عام 1901 أيضًا، تم تأسيس شركة غامبيا، أول وحدة عسكرية استعمارية في غامبيا. تم تشكيلها كجزء من كتيبة سيراليون التابعة لقوة حدود غرب إفريقيا الجديدة (قوة الحدود الملكية الغربية الأفريقية الراحل). مرسوم 1906 ألغى العبودية.

### الحرب العالمية الأولى وسنوات ما بين الحربين
خلال الحرب العالمية الأولى، خدمت شركة غامبيا جنباً إلى جنب مع القوات البريطانية الأخرى في حملة كاميرون، تحت قيادة الكابتن ف. ثورستون من فوج دورسيتشاير، وحصل عدد من جنودها على ميداليات ضخمة لسلوكهم. في عام 1920، تم تشكيل المؤتمر الوطني لغرب إفريقيا البريطانية، وهي منظمة تعمل من أجل التحرر الأفريقي، وكان إدوارد فرانسيس سمول هو المندوب الوحيد. عاد وأسس قسم غامبيا في الكونغرس، والذي كان الهدف الرئيسي منه هو تحقيق التمثيل المنتخب في حكومة غامبيا. وكثيرا ما تقدم بالتماس ضد السياسات الحكومية غير الشعبية. كان لها بعض النجاح، مع تأسيس سمول أول نقابة عمالية في غامبيا، نقابة باتهرست التجارية، في عام 1929. لكنها فشلت في منع تعيين خصمها، عثمان جنغ، في المجلس التشريعي في عام 1922 ومرة أخرى في عام 1927. في عام 1932، أسس سمول جمعية دافعي الأسعار (RPA) لمعارضة السياسات غير الشعبية التي يتمتع بها ريتشموند بالمر، الحاكم، والعناصر المحافظة في السياسة الغامبية، بقيادة فورستر وابن أخيه دبليو. كارول. بحلول نهاية عام 1934، كان RPA يفوز بجميع المقاعد في مجلس منطقة باتهورست الحضرية وخلفه في مجلس مدينة باتهرست الاستشاري، ومع ذلك، لم يكن له أي تمثيل في المجلس التشريعي.

### الحرب العالمية الثانية
خلال الحرب العالمية الثانية، أصبحت شركة غامبيا هي فوج غامبيا، مع قوة من كتيبتين من عام 1941. قاتلت في حملة بورما وخدمت لبعض الوقت تحت قيادة أنتوني ريد، في وقت لاحق قائد عام في القوات. كانت غامبيا نفسها مهمة أيضًا في المجهود الحربي. كانت موطنًا لسلاح الجو الملكي البريطاني باثرست، قاعدة للقوارب الطائرة، و RAF Yundum، وهي محطة تابعة لسلاح الجو الملكي البريطاني. HMS Melampus، قاعدة ساحلية، كان مقرها أيضًا في باثرست لبعض الحرب، وفي عام 1942، تم إطلاق طراد خفيف يدعى HMS غامبيا، والتي حافظت على علاقاتها بالمستعمرة حتى تم إنهاؤها من الخدمة في عام 1960. وكان باثرست أيضًا أقرب الإنجليزية - ميناء يتحدث إلى داكار ، حيث قُبلت سفينة حربية فيشي الفرنسية ريشيليو قبل معركة دكار.
كانت غامبيا أيضًا موطنًا لـ 55 مستشفى ا بريطانياً عامًا من 1941 إلى 1942، و40 مستشفى ا بريطانياً عامًا من 1942 إلى 1943، و 55 مستشفى ا بريطانياً عامًا مرة أخرى من 1945 إلى 1946. خلال الحرب العالمية الثانية، شكلت غامبيا أيضًا شرطة مساعدة، من بين أشياء أخرى، ساعدت في فرض التعتيم في باثرست. تم بناء العديد من ملاجئ الغارات الجوية عبر غامبيا أيضًا. في عام 1943، توقف فرانكلين د. روزفلت، رئيس الولايات المتحدة، بين عشية وضحاها في باتهيرست في طريقه من وإلى مؤتمر الدار البيضاء. كانت هذه الزيارة الأولى للقارة الأفريقية من قبل رئيس أمريكي حاضر. صلبت الزيارة وجهات نظره ضد الحكم الاستعماري البريطاني. وقد شعر بالفزع، كما كان، بسبب الفقر والمرض الذي كان موجودا هناك ، وكتب إلى تشرشل واصفا الإقليم بأنه «ثقب جهنم».

### إصلاح ما بعد الحرب
بعد الحرب العالمية الثانية، زادت وتيرة الإصلاح. كان اقتصاد غامبيا، مثله مثل البلدان الأفريقية الأخرى في ذلك الوقت، موجهًا بشدة نحو الزراعة. أصبح الاعتماد على الفول السوداني قوياً لدرجة أنه كان يتكون من الصادرات بأكملها تقريبًا، مما جعل الإقتصاد ضعيفًا. كان الفول السوداني هو السلعة الوحيدة الخاضعة لرسوم التصدير؛ أسفرت هذه الرسوم عن تهريب المنتج إلى السنغال الفرنسية بشكل غير قانوني. بذلت محاولات لزيادة إنتاج السلع الأخرى للتصدير: يهدف مخطط الدواجن الغامبي الرائد من قبل شركة تطوير المستعمرات إلى إنتاج عشرين مليون بيضة ومليون رطل من الدواجن سنويًا. أثبتت الظروف السيئة في غامبيا أن التيفوئيد قتل الكثير من مخزون الدجاج، مما أثار انتقادات للشركة.
كان نهر غامبيا هو الطريق الرئيسي للملاحة والنقل الداخلي، حيث يوجد ميناء في باثرست. كانت شبكة الطرق تتركز بشكل رئيسي حول باثرست، مع ربط المناطق المتبقية بشكل كبير بطرق ترابية. كان المطار الوحيد في يوندوم، الذي بني في الحرب العالمية الثانية. بعد الحرب كان يستخدم لرحلات الركاب. قامت كل من الخطوط الجوية البريطانية لأمريكا الجنوبية وشركة الخطوط الجوية البريطانية لما وراء البحار بخدمات، حيث نقلت الأولى خدماتها إلى داكار، والتي كان لها مدرج خرساني (بدلاً من ألواح الصلب المثقوبة). أعيد بناء المطار في عام 1963 وما زال المبنى قيد الاستخدام حتى اليوم. تحسبا للإستقلال، بذلت جهود لإنشاء الحكم الذاتي الداخلي.
أنشأ دستور 1960 مجلس النواب المنتخب جزئيا، مع 19 عضوا منتخبا و 8 يختارهم الرؤساء. ثبت أن هذا الدستور معيب في انتخابات عام 1960 عندما تعادل الحزبان الرئيسيان بـ 8 مقاعد لكل منهما. بدعم من الزعماء غير المنتخبين، تم تعيين بييرا سار نجي من الحزب المتحد رئيسًا للوزراء. استقالت دودا الجوارة من حزب الشعب التقدمي وزيراً للتعليم، مما أدى إلى عقد مؤتمر دستوري رتبته وزيرة الدولة للمستعمرات.
مهد المؤتمر الدستوري الطريق لوضع دستور جديد يمنح درجة أكبر من الحكم الذاتي ومجلس النواب مع المزيد من الأعضاء المنتخبين. أجريت الانتخابات في عام 1962، حيث حصل حزب جوارة التقدمي على أغلبية المقاعد المنتخبة. بموجب الترتيبات الدستورية الجديدة، تم تعيين جوارة رئيساً للوزراء: وهو المنصب الذي شغله حتى ألغيت في عام 1970. في أعقاب الانتخابات العامة في عام 1962، تم منح الحكم الذاتي الداخلي الكامل في العام التالي.

### غامبيا المستقله
في المؤتمر الدستوري لمارلبورو هاوس في يونيو 1964، تم الاتفاق بين الوفدين البريطاني والغامبي على أن غامبيا ستصبح دولة مستقلة في 18 فبراير 1965. وتم الاتفاق على أن تبقى إليزابيث الثانية رئيسة للدولة، وحاكمًا. يمارس الجنرال صلاحيات تنفيذية نيابة عنها. في 18 فبراير، منح الأمير إدوارد، دوق كنت، نيابة عن الملكة، استقلال البلاد رسميًا مع رئيس الوزراء جواوار الذي يمثل غامبيا. أصبح العضو المستقل الحادي والعشرين للكومنولث، مع دستور وصف بأنه «نسخة متطورة من نماذج تصدير وستمنستر».
في أعقاب الإتفاقات المبرمة بين الحكومتين البريطانية والغامبية في يوليو 1964، حصلت غامبيا على الاستقلال في 18 فبراير 1965 كملكية دستورية داخل الكومنولث.

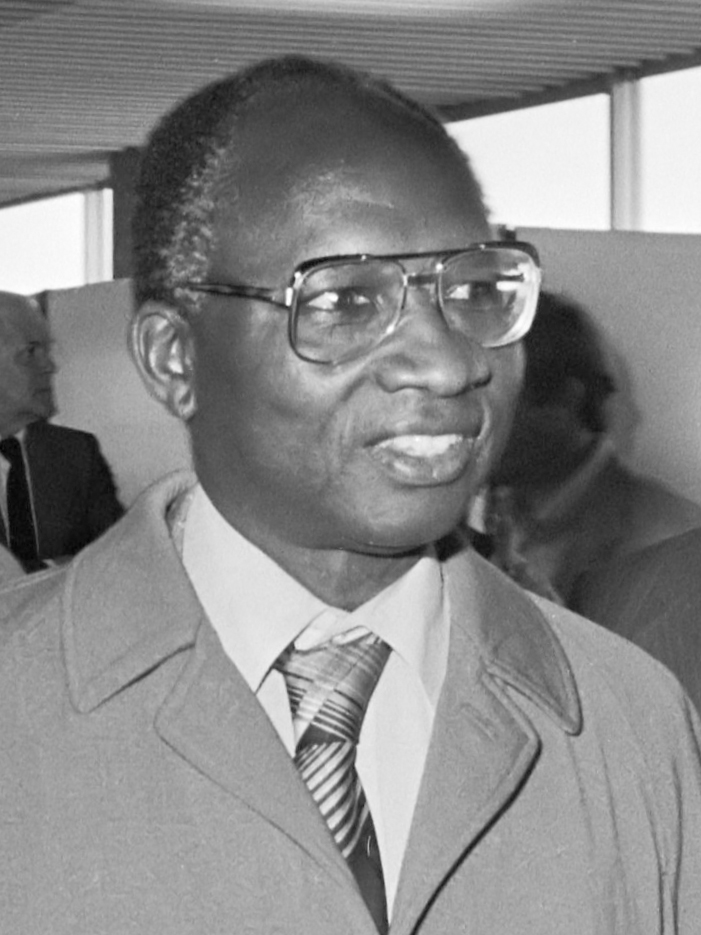
الجواره عام 1979.

بعد ذلك بوقت قصير، أجرت الحكومة استفتاءً يقترح أن يحل رئيس منتخب محل ملكة غامبيا كرئيس للدولة. فشل الإستفتاء في الحصول على أغلبية الثلثين المطلوبة لتعديل الدستور، لكن النتائج حظيت باهتمام واسع النطاق في الخارج كدليل على التزام غامبيا بالاقتراع السري والانتخابات النزيهة والحقوق والحريات المدنية.

### عصر الجواره

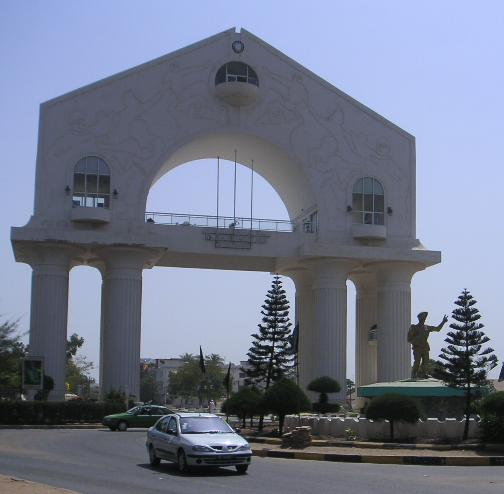
نصب تزكاري لإنقلاب عام 1994.

في 24 أبريل 1970، أصبحت غامبيا جمهورية داخل الكومنولث، بعد الاستفتاء الثاني، برئاسة رئيس الوزراء سير دودا كايرابا جاوارا. كان الإستقرار النسبي لعصر الجوارا قد تحطمت لأول مرة من خلال محاولة الانقلاب في عام 1981. وقاد الانقلاب كوكوي سامبا سانيانغ، الذي سعى ، في مناسبتين، إلى الانتخابات البرلمانية دون جدوى. بعد أسبوع من العنف الذي خلف عدة مئات من القتلى، ناشدت جوارا، في لندن عندما بدأ الهجوم، السنغال طلبًا للمساعدة. هزمت القوات السنغالية قوات المتمردين. في أعقاب محاولة الانقلاب، وقعت السنغال وغامبيا على معاهدة الاتحاد الكونفدرالي لعام 1982. اتحاد سينيجامبيا جاء إلى حيز الوجود؛ كان يهدف في النهاية إلى الجمع بين القوات المسلحة في الدولتين وتوحيد اقتصاداتهم وعملاتهم. انسحبت غامبيا من الاتحاد في عام 1989. حتى الانقلاب العسكري في يوليو 1994، كانت غامبيا بقيادة الرئيس جوارة، الذي أعيد انتخابه خمس مرات.

### عصر جامع
في يوليو 1994، قاد يحيى جامع انقلابًا أطاح بحكومة الجواره. بين عامي 1994 و1996، حكم جامع رئيسًا للمجلس الحاكم للقوات المسلحة (AFPRC) وحظر النشاط السياسي للمعارضة. أعلنت لجنة AFPRC عن خطة انتقالية للعودة إلى الحكم المدني الديمقراطي، بإنشاء اللجنة الانتخابية المستقلة المؤقتة (PIEC) في عام 1996 لإجراء الانتخابات الوطنية. بعد استفتاء دستوري في أغسطس، أجريت انتخابات رئاسية وبرلمانية. أدى جامه اليمين الدستورية كرئيس للبلاد في 6 نوفمبر 1996. في 17 أبريل 1997، تحولت اللجنة الانتخابية المستقلة إلى اللجنة الانتخابية المستقلة (IEC). فاز جامه في انتخابات عامي 2001 و 2006. تم إعادة انتخابه رئيسا في عام 2011.
قطعت جمهورية الصين الشعبية العلاقات مع غامبيا في عام 1995 بعد أن أقامت الأخيرة علاقات دبلوماسية مع جمهورية الصين (تايوان). تم انتخاب غامبيا لشغل مقعد غير دائم في مجلس الأمن التابع للأمم المتحدة من 1998 إلى 1999. في 2 أكتوبر 2013، أعلن وزير الداخلية الغامبي أن غامبيا ستترك كومنولث الأمم فورًا، موضحًا أنها «لن تكون أبدًا جزءًا من منظمة استعمارية جديدة»
في ديسمبر 2014، تم إطلاق محاولة انقلاب للإطاحة بالرئيس جامح.

### سقوط جامع والعودة إلى الديمقراطية
شهدت الانتخابات الرئاسية لعام 2016 انتصارًا مفاجئًا لمرشح المعارضة أداما بارو، الذي هزم جامح بنسبة 43,3٪ من الأصوات. ومع ذلك، رفض جامع الاعتراف بنتيجة الانتخابات ورفض ترك منصبه، وأعلن بدلاً من ذلك حالة الطوارئ. هجر بارو البلاد وهرب إلى السنغال، حيث أدى اليمين الدستورية كرئيس جديد للسفارة الغامبية في داكار في 19 يناير 2017. في نفس اليوم، بدأت الجماعة الاقتصادية لدول غرب إفريقيا (ECOWAS) بتدخل عسكري في غامبيا من أجل إبعاد جامه بالقوة (عملية استعادة الديمقراطية)؛ تمت الموافقة على هذه الخطوة من قبل مجلس الأمن التابع للأمم المتحدة بقرار مجلس الأمن الدولي رقم 2337.
في 21 يناير 2017، أعلن جاميه تنحيه عن منصبه كرئيس وتخلّى عن البلاد وتوجه إلى المنفى في غينيا الاستوائية. في 27 يناير 2017، عاد بارو إلى غامبيا وتولى مهام منصبه رسميًا. في 6 أبريل 2017، أجريت الانتخابات البرلمانية، والتي شهدت فوز الحزب الديمقراطي المتحد لـ بارو، حيث سجلت 37,47٪ وفازت بـ 31 من أصل 53 مقعدًا في الجمعية الوطنية. انضمت غامبيا رسميًا إلى الكومنولث في 8 فبراير 2018.